# Otholobium foliosum
Otholobium foliosum är en ärtväxtart som först beskrevs av Daniel Oliver, och fick sitt nu gällande namn av Charles Howard Stirton. Otholobium foliosum ingår i släktet Otholobium och familjen ärtväxter. Inga underarter finns listade i Catalogue of Life.